# Idoukal-n-Taghès
Der Idoukal-n-Taghès ist mit einer Höhe von 2022 m der höchste Berg Nigers. Er gehört zu den Monts Bagzane, einem Massiv im Süden des Hochgebirges Aïr, und wird deshalb auch als Mont Bagzane bezeichnet. Der halbmondförmige Berg ist vulkanischen Ursprungs.

## Namensvarianten
Der Berg wird auch als Idoukal-en-Taghès und Indoukat-n-Taglès bezeichnet. Alternativ zu Bagzane sind die Schreibweisen Baghzan, Baghzane, Baguezan, Baguezane und Bagzan in Verwendung.

## Geographie

### Lage
Der Idoukal-n-Taghès befindet sich im Nordwesten des Gemeindegebiets der Landgemeinde Tabelot im Departement Tchirozérine. In einem Tal nördlich des Bergs liegt die Oase Timia. Die nächste Großstadt ist das rund 127 km Luftlinie entfernte Agadez. Innerhalb der Monts Bagzane erhebt sich der Idoukal-n-Taghès in deren nördlichem Teil. Das gesamte Massiv ist nicht durch für den Autoverkehr geeignete Straßen erschlossen. Im Jahr 2001 wurde eine für Geländemotorräder geeignete Piste angelegt, die von Westen auf die Monts Bagzane führt. Als Lasttiere finden gewöhnlich Esel Verwendung. Für Kamele sind die Gebirgswege zu felsig und steil.

### Geologie und Klima
Der vulkanische Ursprung des felsigen, kaum bewachsenen Bergs ist an seiner Form ersichtlich. Die Außenwände der Caldera ragen noch zur Hälfte auf und bilden den halbmondförmigen Berggrat des Idoukal-n-Taghès. In den Monts Bagzane gibt es die Überreste von insgesamt drei Ring-Dykes aus Quarzsyenit, die teilweise durch späteres Eindringen peralkaliner Granite und Porphyrgranite, deren wichtigstes mafisches Mineral Aegirin ist, zerstört wurden.
Im Sommer beträgt die durchschnittliche Lufttemperatur in den Monts Bagzane etwa 30 °C, während sie in der tiefer gelegenen Stadt Agadez rund 40 °C erreicht. In einigen Winternächten sinkt die Temperatur im Massiv auf 0 °C, am Idoukal-n-Taghès als dessen höchster Erhebung kann sie noch darunter liegen. Der Niederschlag in den Monts Bagzane beträgt 50 bis 120 mm im Jahr. Er konzentriert sich in der Regel auf eine kurze, aber intensive Regenzeit von Ende Juli bis Anfang August. Das restliche Jahr über regnet es kaum.

## Geschichte und Kultur
Bis 1929 gehörte zur damaligen französischen Kolonie Niger das Gebirge Tibesti, das in diesem Jahr an Tschad fiel. Der höchste Gipfel im Tibesti, der Emi Koussi mit 3415 m, war bis dahin der höchste Berg Nigers. Nunmehr wurde dieser im Hochgebirge Aïr vermutet, das jedoch noch nicht vollständig vermessen war. Im Jahr 1959 bestieg der Abenteurer Roger Frison-Roche den Mont Gréboun im Norden des Aïr. Frison-Roche gab dessen Höhe mit 2310 m an. Der Erstbesteiger des Mont Gréboun, der Geologe Conrad Kilian im Jahr 1943, hatte die Höhe des Bergs noch auf 1850 m bis 1875 m geschätzt. Frison-Roches Angaben führten dazu, dass der Mont Gréboun als höchster Berg des Landes identifiziert wurde. 

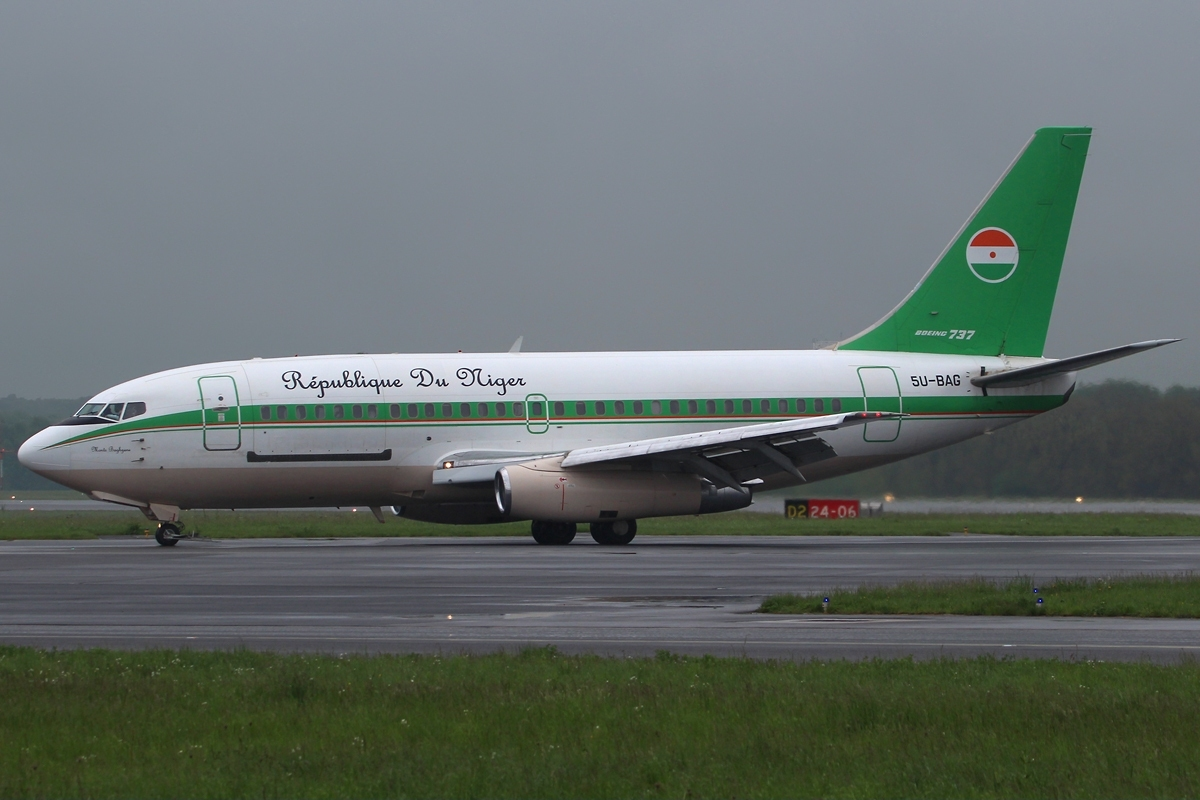
Präsidentenflugzeug Monts Baghzane

Im Zeitraum von 1959 bis 1978 fertigte das Institut géographique national (IGN) in Paris topographische Karten von ganz Niger an, die auf Luftaufnahmen aus den Jahren 1955 bis 1963 basierten. Dabei kam das IGN zum Ergebnis, dass der Idoukal-n-Taghès 2022 m, der Mont Gréboun jedoch nur 1944 m hoch ist, wie aus einer 1976 veröffentlichten IGN-Karte ersichtlich ist. Diese Erkenntnisse fanden jedoch kaum öffentliche Verbreitung und der Mont Gréboun wurde noch jahrelang als höchster Berg Nigers bezeichnet. Erst seit einer Neuvermessung im Jahr 2001, die zu denselben Ergebnissen kam, gilt der Idoukal-n-Taghès allgemein und unbestritten als höchster Berg des Landes. Das nigrische Präsidentenflugzeug erhielt den Namen Monts Baghzane.
Der Idoukal-n-Taghès selbst ist nicht dauerhaft besiedelt. In den Monts Bagzane gibt es insgesamt zwölf Dörfer und fünf Nomadenlager, die von Tuareg bewohnt werden. Der überwiegende Teil dieser Siedlungen befindet sich im Süden der Gebirgsgruppe. Dort ist durch Quellen und koris (zeitweise geflutete Trockentäler) eine bessere Wasserversorgung gegeben als im trockenen Norden um den Idoukal-n-Taghès.